# Geleitzug RA 53
Der Geleitzug RA 53 war ein alliierter Nordmeergeleitzug, der im März 1943 in der Murmansk vorgelagerten Kola-Bucht zusammengestellt wurde und weitestgehend ohne Ladung ins schottische Loch Ewe fuhr. Durch deutsche U-Boote und Sturm verlor er vier Frachter mit insgesamt 25.045 BRT.

## Zusammensetzung und Sicherung

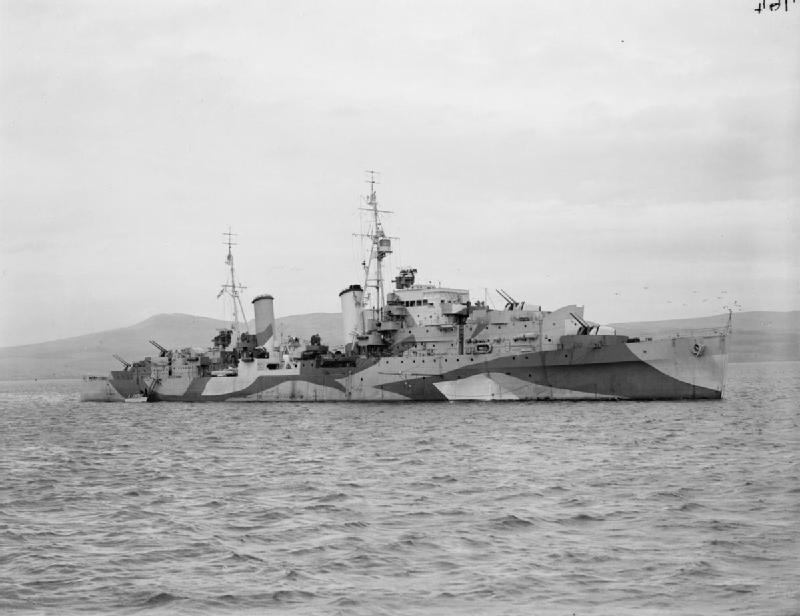
HMS Scylla und die …

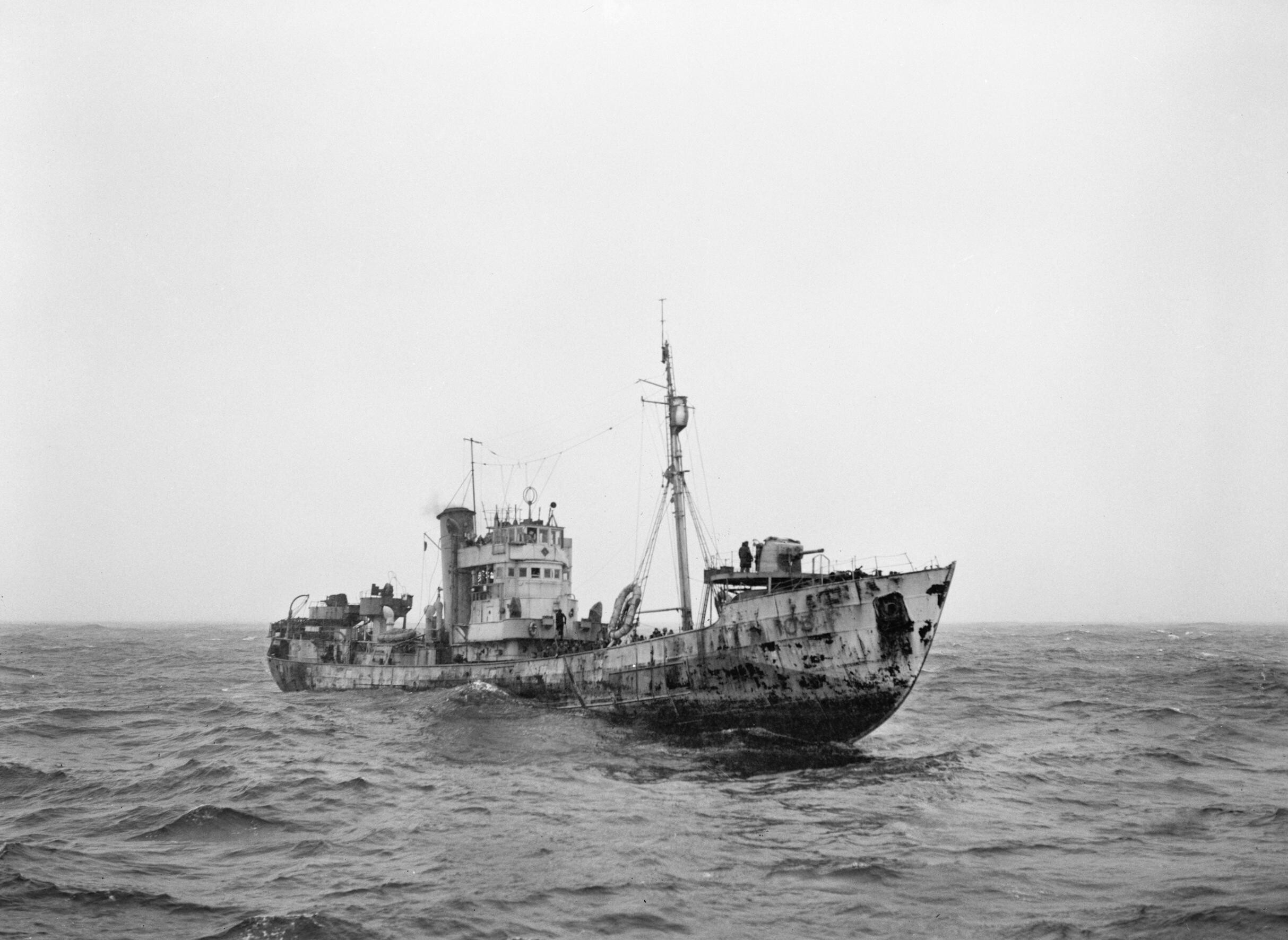
… Northern Pride waren Teil der Nahsicherung

Der Geleitzug RA 53 setzte sich aus 30 Frachtschiffen zusammen. Am 1. März 1943 verließ er die Murmansk vorgelagerte Kola-Bucht (Lage) in Richtung Loch Ewe (Lage). Kommodore des Konvois war Vice-Admiral M. L. Goldsmith, der sich auf der Temple Arch eingeschifft hatte. Die Nahsicherung übernahmen der Kreuzer Scylla, die Zerstörer Faulknor, Boadicea, Eclipse, Impulsive, Inglefield, Fury, Milne, Opportune, Orwell und die polnische Orkan, die Korvetten Bergamot, Poppy, Lotus und Starwort der Flower-Klasse sowie die Trawler Northern Pride (1936 in Bremerhaven für britische Rechnung gebaut) und St. Elstan. 

Bis zum 9. März befand sich zusätzlich eine Kreuzergruppe, bestehend aus den Kreuzern Belfast, Cumberland und Norfolk näher am Geleitzug. Die Fernsicherung übernahmen die Schlachtschiffe King George V und Howe, der Kreuzer Glasgow und die Zerstörer Forester, Icarus, Musketeer, Offa, Onslaught und die polnische Piorun.
| Name                | Typ      | Flagge                 | Vermessung in BRT | Verbleib                                                                                       |
| ------------------- | -------- | ---------------------- | ----------------- | ---------------------------------------------------------------------------------------------- |
| Calobre             | Frachter | Panama                 | 6891              |                                                                                                |
| Chester Valley      | Frachter | Vereinigte Staaten     | 5078              |                                                                                                |
| Cornelius Harnett   | Frachter | Vereinigte Staaten     | 7177              |                                                                                                |
| Dan Y Bryn          | Frachter | Vereinigtes Königreich | 5117              |                                                                                                |
| Delsud              | Frachter | Vereinigte Staaten     | 4982              |                                                                                                |
| El Oriente          | Frachter | Panama                 | 5414              |                                                                                                |
| Empire Archer       | Frachter | Vereinigtes Königreich | 7031              |                                                                                                |
| Empire Clarion      | Frachter | Vereinigtes Königreich | 7031              |                                                                                                |
| Empire Emerald      | Frachter | Vereinigtes Königreich | 8032              |                                                                                                |
| Empire Snow         | Frachter | Vereinigtes Königreich | 6327              |                                                                                                |
| Empire Tristram     | Frachter | Vereinigtes Königreich | 7167              |                                                                                                |
| Executive           | Frachter | Vereinigte Staaten     | 4978              | am 5. März durch U 255 versenkt (Lage)                                                         |
| Gulfwing            | Frachter | Vereinigte Staaten     | 10.217            |                                                                                                |
| J. L. M. Curry      | Frachter | Vereinigte Staaten     | 7176              | am 9. März im Sturm auseinandergebrochen und gesunken (Lage)                                   |
| Jefferson Myers     | Frachter | Vereinigte Staaten     | 7582              |                                                                                                |
| John H. B. Latrobe  | Frachter | Vereinigte Staaten     | 7191              |                                                                                                |
| Mossowjet           | Frachter | Sowjetunion            | 2981              |                                                                                                |
| Nicholas Gilman     | Frachter | Vereinigte Staaten     | 7176              |                                                                                                |
| Ocean Faith         | Frachter | Vereinigtes Königreich | 7174              |                                                                                                |
| Oligarch            | Tanker   | Vereinigtes Königreich | 6894              |                                                                                                |
| Oremar              | Frachter | Vereinigte Staaten     | 6854              |                                                                                                |
| Puerto Rican        | Frachter | Vereinigte Staaten     | 6078              | am 9. März durch U 586 versenkt (Lage)                                                         |
| Ralph Waldo Emerson | Frachter | Vereinigte Staaten     | 7176              |                                                                                                |
| Richard Bassett     | Frachter | Vereinigte Staaten     | 7191              |                                                                                                |
| Richard Bland       | Frachter | Vereinigte Staaten     | 7191              | am 10. März durch U 255 versenkt (Lage)                                                        |
| San Ciprianao       | Frachter | Vereinigtes Königreich | 7966              |                                                                                                |
| Temple Arch         | Frachter | Vereinigtes Königreich | 5138              |                                                                                                |
| Vermont             | Frachter | Vereinigte Staaten     | 5670              |                                                                                                |
| West Gotomska       | Frachter | Vereinigte Staaten     | 5728              |                                                                                                |
| Yorkmar             | Frachter | Vereinigte Staaten     | 5612              | am 9. Oktober 1943 im Geleitzug SC 143 durch U 645 etwa 475 Meilen südlich von Island versenkt |

## Verlauf
Der Geleitzug wurde schon am 2. März 1943 von U 255 entdeckt und verfolgt. Der Fühlungshalter versenkte am 5. März die US-amerikanische Executive (4978 BRT), deren Überlebende von der  Northern Pride (42) und St. Elstan (11) aufgenommen wurden, und torpedierte einen weiteren Frachter, der weitermarschieren konnte. Ein Angriff von zwölf  Junkers Ju 88 der I. Gruppe des Kampfgeschwaders 30 des Fliegerführers Nord (Ost) am 6. März scheiterte im starken Abwehrfeuer. Ein starker Sturm zerstreute dann den Geleitzug, bei dem der US-Frachter J.L.M. Curry (7176 BRT) zerbrach und sank. Am 9. März versenkte U 586 die US-amerikanische Puerto Rican, von deren 65-köpfigen Besatzung nur ein Mann von der St. Elstan gerettet wurde.  Am 10. März konnte U 255 die von ihm bereits torpedierte Richard Bland (7191 BRT) doch noch versenken; 34 Mann starben, 35 Überlebende übernahm die Impulsive. Die Zusammenführung der zerstreuten Schiffe wurde wesentlich durch das Radar des Schlachtschiffes King George V. unterstützt. Der Geleitzug erreichte er am 14. März 1943 das schottische Loch Ewe. Er hatte vier Frachter mit insgesamt 25.045 BRT verloren.